# Dourges
Dourges ist eine französische Gemeinde mit 6068 Einwohnern (Stand: 1. Januar 2022) im Département Pas-de-Calais in der Region Nord-Pas-de-Calais. Sie gehört zum Arrondissement Lens und zum Kanton Hénin-Beaumont-1. Die Einwohner werden Dourgeois genannt.

## Geografie
Die Gemeinde Dourges liegt im Nordfranzösischen Kohlerevier an der Grenze zum Département Nord, zwölf Kilometer östlich von Lens und acht Kilometer nordwestlich von Douai. Die kanalisierte Deûle, hier Teil des Großschifffahrtsweges Dünkirchen-Schelde, verläuft mitten durch die Gemeinde. Umgeben wird Dourges von den Nachbargemeinden Oignies im Norden, Ostricourt im Nordosten, Évin-Malmaison im Osten, Noyelles-Godault im Südosten und Süden, Hénin-Beaumont im Südwesten sowie Carvin im Westen. Ortsteile der Gemeinde sind unter anderem Bourcheuil, Harponlieu und Wavrechin.

## Geschichte
1338 tauchte der heutige Ortsteil Bourcheuil als Besitz in den Büchern der Johanniter über ihre Güter auf. Seit 1855 wurden in Dourges Minen in den Berg getrieben. Der Kohleabbau erfolgte bis in das 20. Jahrhundert hinein. Die letzte Mine wurde 1991 geschlossen. Bourcheuil war bis 1821 eigenständige Gemeinde und wurde dann mit Dourges vereinigt. An die lange Bergbautradition erinnern heute noch die Bergarbeitersiedlung Bruno und einige bis zu 100 m hoher Abraumhalden (u. a. Terrils Sainte-Henriette).

## Bevölkerungsentwicklung
| Jahr                       | 1962 | 1968 | 1975 | 1982 | 1990 | 1999 | 2006 | 2012 | 2022 |
| -------------------------- | ---- | ---- | ---- | ---- | ---- | ---- | ---- | ---- | ---- |
| Einwohner                  | 5162 | 5746 | 5402 | 5201 | 5806 | 5676 | 5641 | 5684 | 6068 |
| Quellen: Cassini und INSEE |      |      |      |      |      |      |      |      |      |

## Sehenswürdigkeiten
- Kirche Saint-Stanislas, Monument historique
- Kirche Saint-Piat
- Ruinen des Schlosses und des alten Gutshofs
- Soldatenfriedhöfe der französischen, britischen und deutschen Gefallenen des Ersten Weltkriegs

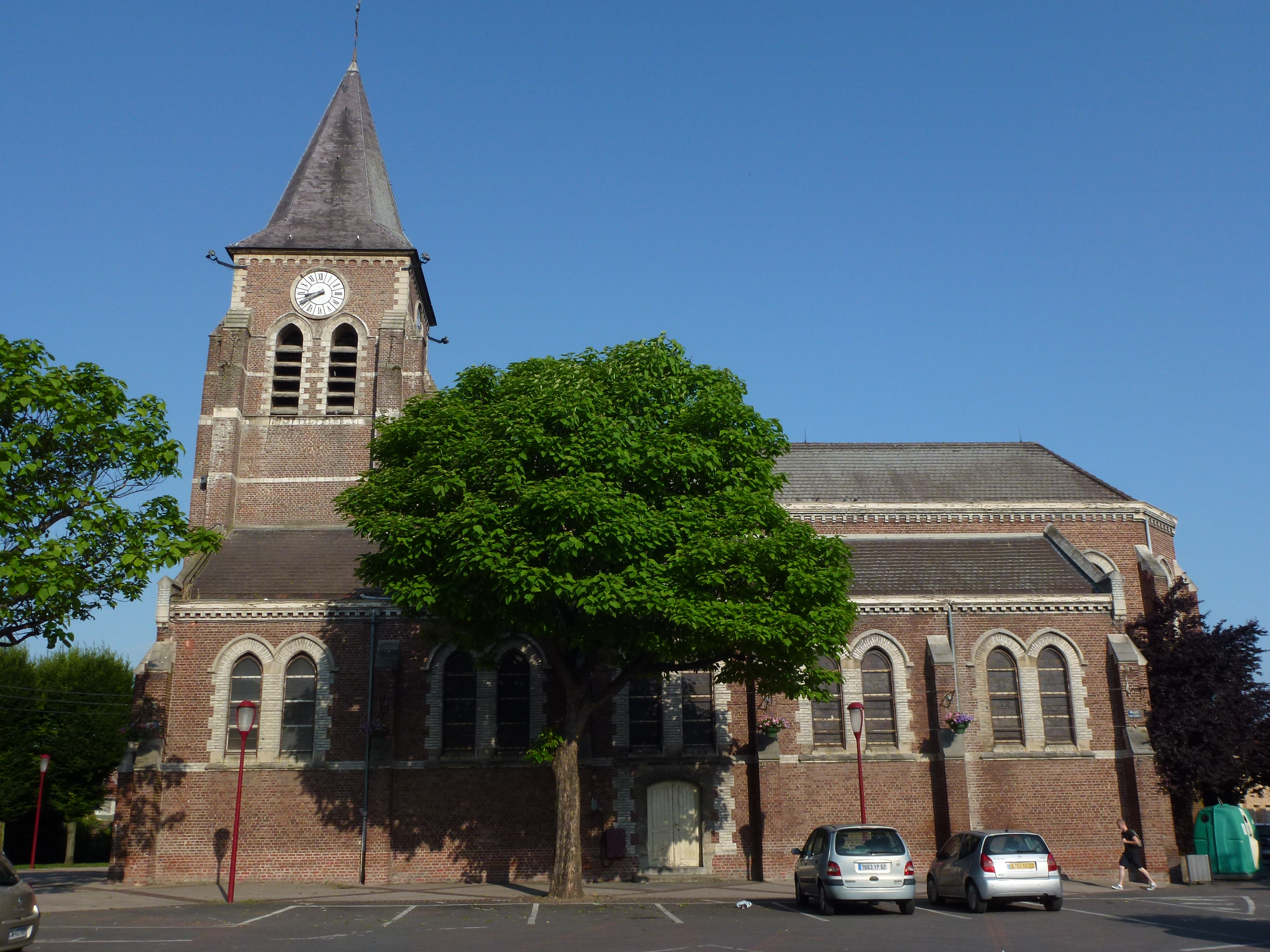
Kirche Saint-Piat
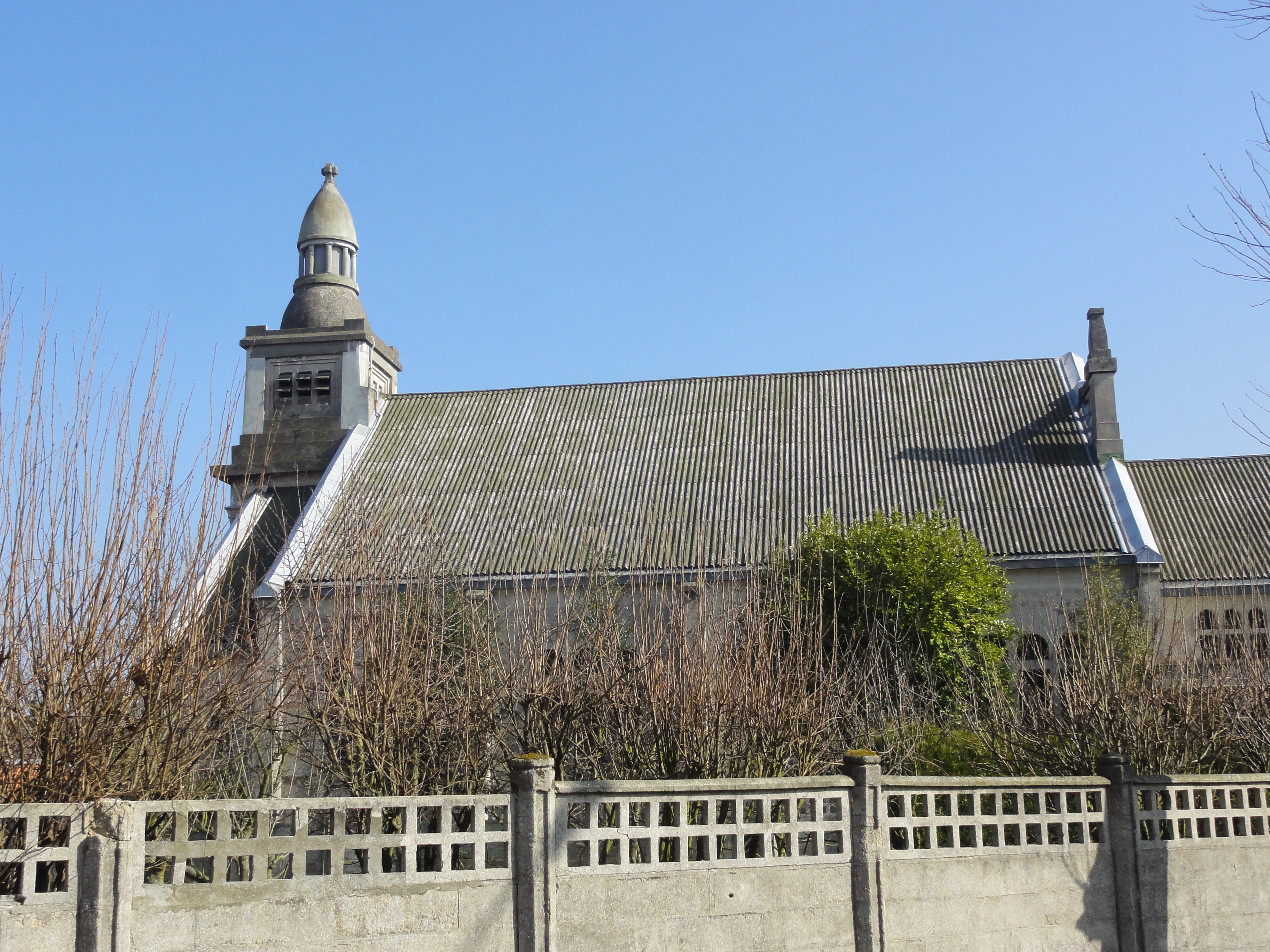
Kirche Saint-Stanislas
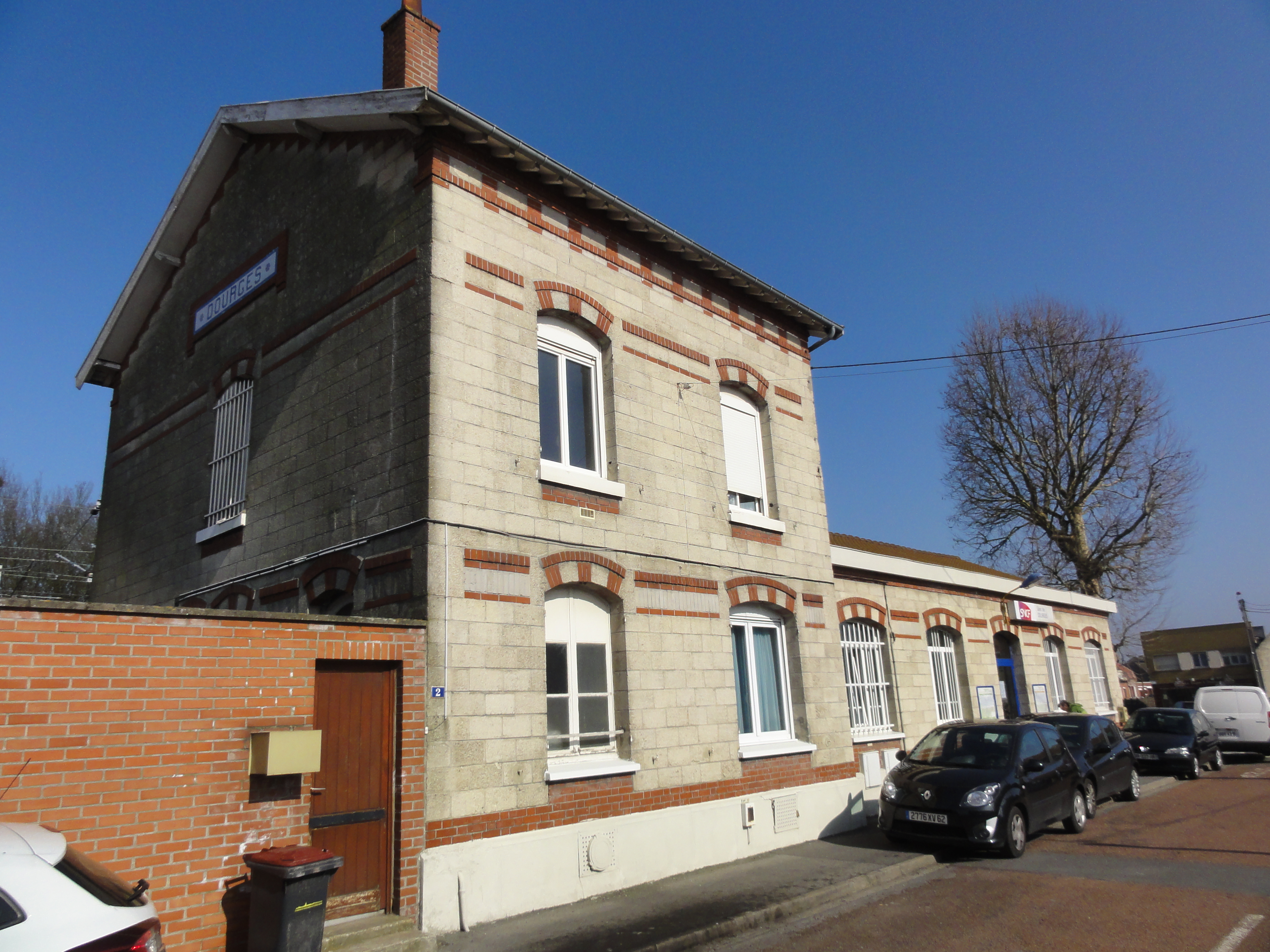
Bahnhof
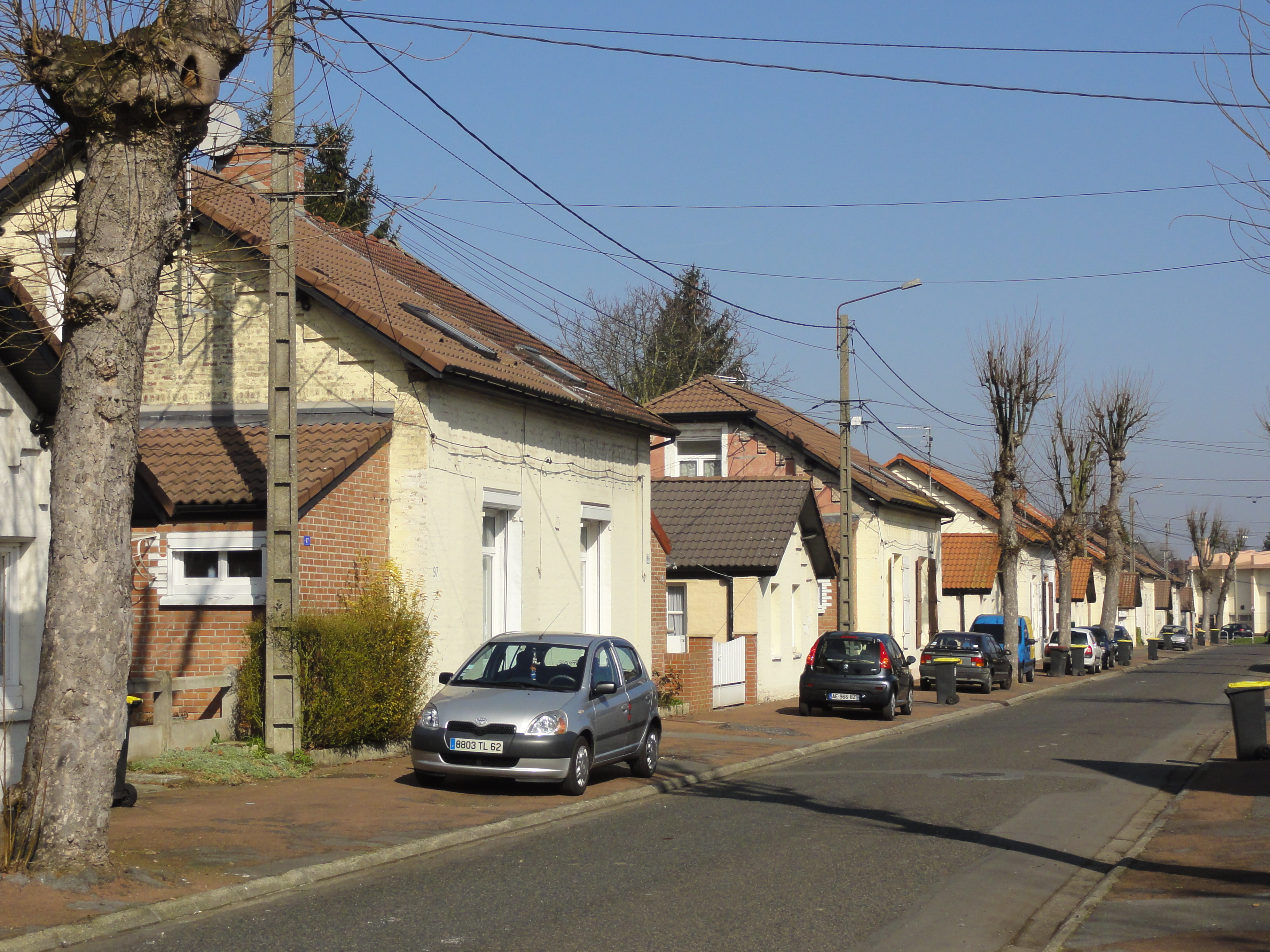
Ehemalige Bergarbeiterhäuser der Cité Bruno Ancienne
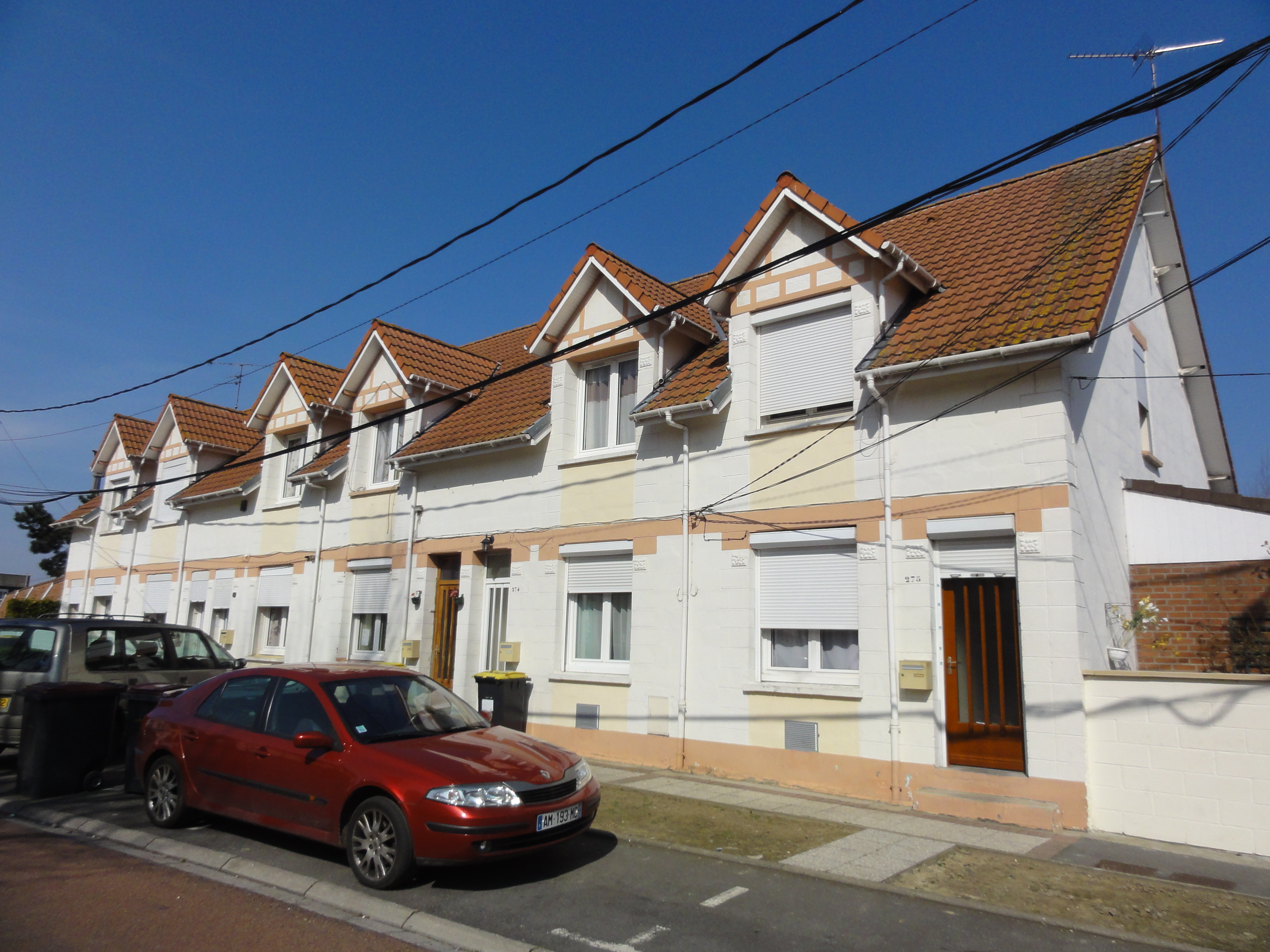
Ehemalige Bergarbeiterhäuser der Cité Bruno Nouvelle
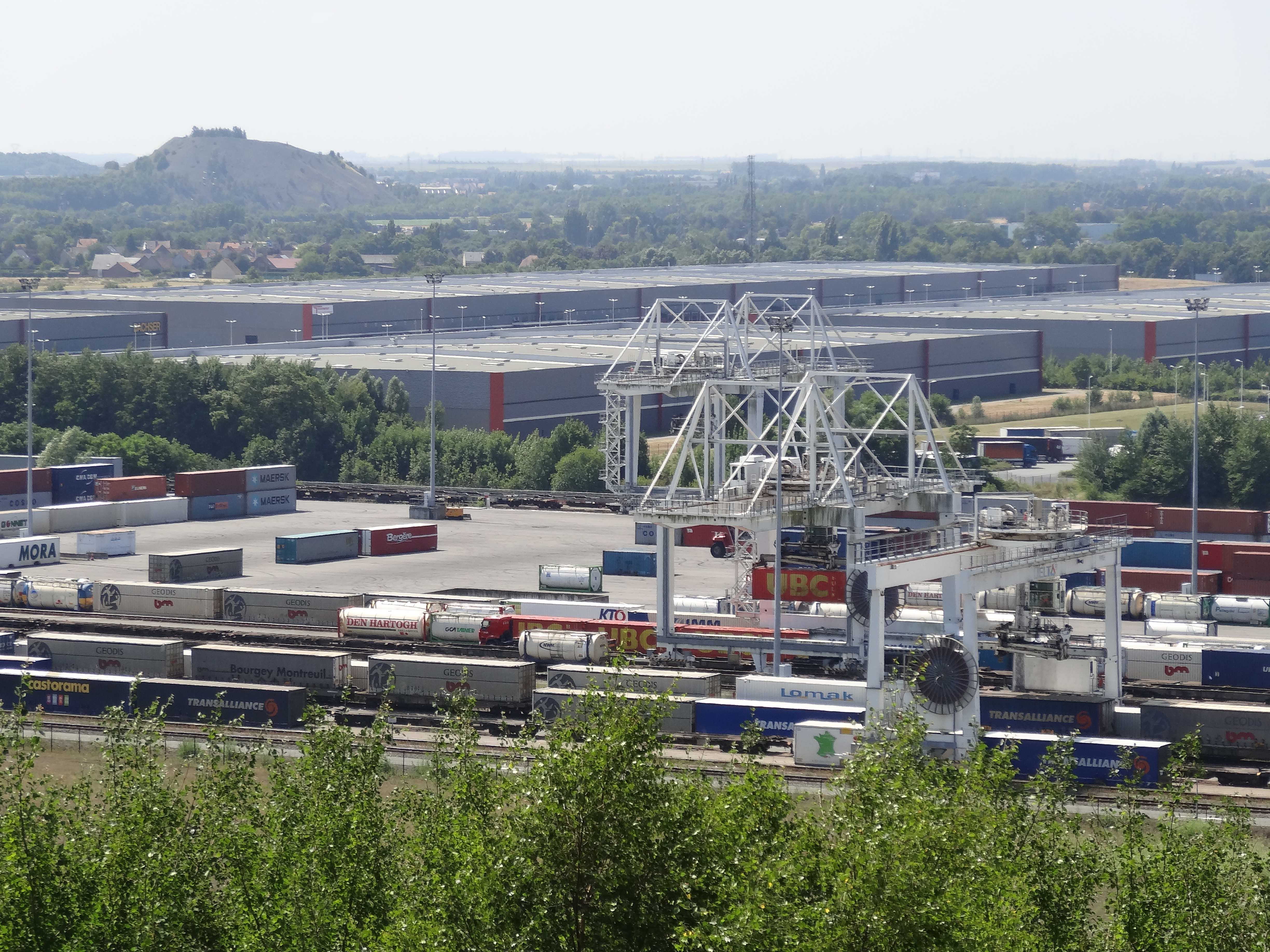
Güterverkehrszentrum Delta 3

## Wirtschaft und Infrastruktur
In Norden der Gemeinde Dourges befindet sich das Güterverkehrszentrum Delta 3. Auf dem Gemeindegebiet kreuzen sich die Autobahnen A 1 und A 21. Der Bahnhof Dourges liegt an der Bahnstrecke Lens–Ostricourt. Hier verkehren Züge der TER Hauts-de-France.